# Stephen Sondheim
Stephen Joshua Sondheim (New York, 22 marzo 1930 – Roxbury, 26 novembre 2021) è stato un compositore, paroliere e drammaturgo statunitense. È considerato uno dei più importanti autori nel panorama del teatro musicale del XX secolo ed il suo ruolo nello sviluppo del genere del musical moderno viene ritenuto fondamentale. Autore di alcuni tra i più significativi musical americani della seconda metà del Novecento, quali A Little Night Music, Sweeney Todd ed Into the Woods, ha lavorato anche come paroliere dei classici Gypsy: A Musical Fable e West Side Story.
Sondheim ha scritto anche delle colonne sonore originali per i film Stavisky il grande truffatore (1974), Reds (1980) e Dick Tracy (1990), per cui scrisse la canzone "Sooner or Later" che gli valse l'Oscar alla migliore canzone nel 1991.

## Biografia

### Infanzia e formazione
Stephen Sondheim nacque in un'agiata famiglia ebrea medio-borghese, figlio di Etta Janet Fox (1897-1992) ed Herbert Sondheim (1895-1966), un affermato industriale manifatturiero. Poco prima del suo decimo compleanno i genitori divorziarono e Sondheim lasciò Manhattan per trasferirsi con la madre in una fattoria vicino a Doylestown, in Pennsylvania, dove divenne il vicino di casa di uno dei influenti autori del teatro musicale statunitense: Oscar Hammerstein II. Dopo aver fatto amicizia con il figlio del paroliere, James Hammerstein, Sondheim conobbe anche il celebre librettista, che divenne per lui un mentore e quasi un secondo padre, e gli diede le prime lezioni su come scrivere commedie musicali. In questi anni, Sondheim compose il suo primo musical, By George, per la compagnia teatrale della sua scuola, la George School. Lo spettacolo fu un successo tra i compagni, ma Hammerstein criticò i primi sforzi teatrali di Sondheim e si offrì di insegnargli a scrivere un musical. Chiese quindi al giovane Sondheim di scrivere quattro commedie musicali: una basata su una pièce che ammirava, una su un'opera teatrale che gli piaceva ma che considerava imperfetta, una tratta da un romanzo o racconto mai portato sulle scene in precedenza e un'opera completamente originale. La sua amicizia con Hammerstein gli permise anche di incontrare futuri collaboratori, come il regista Harold Prince, che il diciannovenne Sondheim incontrò alla prima di South Pacific a Broadway nel 1949.
Dopo il diploma, Sondheim cominciò a frequentare il Williams College, una prestigiosa università privata di arti liberali situata a Williamstown, dove studiò composizione con Robert Barrow, che indirizzò il giovane Sondheim verso il compositore e teorico della musica Milton Babbitt. Durante gli anni di college studiò composizione con Babbitt e scrisse un musical per l'università, un adattamento musicale della commedia Beggar on Horseback di George S. Kaufman e Marc Connelly, andata in scena per tre repliche, prima di laurearsi magna cum laude nel 1950. Dopo la laurea si trasferì a Los Angeles dal padre, dove scrisse la sceneggiatura di una dozzina di episodi della serie TV Topper e finì di lavorare sui quattro musical commissionatogli da Hammerstein. Nel 1952 fu contattato dal produttore Lemuel "Lem" Ayres per scrivere un adattamento musicale del romanzo Front Porch in Flatbush di Julius e Philip Epstein, ma l'impresario morì prima che il musical raggiungesse Broadway, dove il debutto era previsto per la stagione 1954-1955; il musical non raggiungerà le scene prima del 2000, quando fu portato al debutto nell'Off Broadway con il titolo Saturday Night.

### Carriera

#### Il debutto come paroliere:West Side StoryeGypsy: A Musical Fable
Nonostante il progetto con Ayres rimase irrealizzato, durante il processo creativo Sondheim conobbe il librettista e regista Arthur Laurents, che rimase colpito dal lavoro del giovane come paroliere e che reincontrò a una festa a Manhattan nel 1955. Laurents lo informò che Leonard Bernstein stava componendo una versione modernizzata di Romeo e Giulietta ambientata nel West Side di New York e suggerì Sondheim come paroliere del progetto; inizialmente Bernstein era intenzionato a scrivere sia la colonna sonora che i testi del musical, ma dopo essersi consultato con Hammerstein assunse Sondheim come paroliere. Diretto e coreografato da Jerome Robbins, con la colonna sonora di Bernstein, il libretto di Laurents e i testi di Sondheim, West Side Story fu portato al debutto a Broadway nel 1957 e fu un successo da 732 repliche in cartellone. Tuttavia, tanto tra il pubblico quanto tra i critici vi furono reazioni inizialmente discordanti, incluse numerose ed autorevoli voci di dissenso. West Side Story non vinse il Tony Award al miglior musical, che andò a The Music Man, ma la vera fortuna dello spettacolo iniziò qualche anno dopo, grazie ad una tournée nazionale e alla celebre versione cinematografica.
Nel 1959 Laurents e Robbins offrirono a Sondheim di comporre musica e testi per il loro nuovo progetto, un adattamento musicale dell'autobiografia della regina del burlesque Gypsy Rose Lee, un'offerta precedentemente rifiutata da Irving Berlin e Cole Porter. La leggenda di Broadway Ethel Merman avrebbe interpretato la protagonista, la stage mother Rose, ma l'attrice rifiutò di recitare in un musical composto da uno sconosciuto e Jule Styne fu ingaggiato per scrivere la partitura. Sondheim rimase titubante perché non voleva costruirsi una carriera solo come paroliere e anelava a fare il suo debutto alla composizione, ma Hammerstein gli consigliò di restare nel team creativo del musical in veste di paroliere. Oltre ai testi delle canzoni, Sondheim arrangiò anche l'ouverture e scrisse interamente uno dei numeri più noti dello show, Rose's Turn. Debuttato a Broadway il 21 maggio 1959, Gypsy: A Musical Fable rimase in scena per 702 rappresentazioni e fu candidato ad otto Tony Award. Pochi mesi dopo, Oscar Hammerstein II, amico e mentore di Sondheim, morì.

#### Il debutto come compositore e i primi insuccessi
Nel 1962 Sondheim fece il suo debutto a Broadway in veste di compositore della commedia musicale A Funny Thing Happened on the Way to the Forum, una farsa di ispirazione plautina su libretto di Burt Shevelove e Larry Gelbart che rimase in cartellone per 964 repliche e vinse il Tony Award al miglior musical. Nonostante il grande successo commerciale e di pubblico dello show, la partitura di Sondheim fu accolta più freddamente, mentre i suoi testi furono lodati per il loro acume. Tuttavia, forte dei tre grandi successi che avevano segnato gli inizi della sua carriera, Sondheim perseverò nella duplice veste di compositore e paroliere anche per il suo progetto successivo, su libretto di Arthur Laurents. Diretto da Laurents, Anyone Can Whistle fu portato al debutto al Majestic Theatre di Broadway il 4 aprile 1964 e fu un clamoroso flop, rimanendo in cartellone per sole 9 repliche; ebbe tuttavia il merito di segnare l'inizio della collaborazione tra Sondheim ed Angela Lansbury, la protagonista dello sfortunato musical.
Ad Anyone Can Whistle seguì un altro insuccesso, quello di Do I Hear a Waltz?. Il musical, tratto dalla pièce The Time of the Cuckoo di Arthur Laurents (1952), era nato come un progetto per la coppia Rodgers e Hammerstein ma Hammerstein morì prima di riuscire a coinvolgere dei produttori. Mary Rodgers, grande amica di Sondheim e figlia di Richard Rodgers, chiese all'amico di aiutare il padre nella stesura del musical in veste di paroliere. Sondheim accettò solo per le insistenze di Mary e la promessa fatta in letto di morte ad Hammerstein, in quanto riteneva che lavorare solo ai testi fosse un passo indietro rispetto ai suoi lavori come paroliere e compositore. Il musical fu segnato da conflitti e fallimenti già prima che raggiungesse le scene: Mary Martin, che gli autori volevano nel ruolo principale, rifiutò la parte principale, che andò ad Elizabeth Allen con grande disappunto di Laurents, che Rodgers (che aveva definito pubblicamente "merda" i testi di Sondheim) bandì dalla sala prove. L'alcolismo del compositore non facilitò la messa in scena del musical, ma anzi allontanò Franco Zeffirelli dal progetto. Do I Hear a Waltz? rimase in scena a Broadway per 220 repliche dal 18 marzo al 25 settembre 1965, un risultato modesto che segnò la fine della collaborazione tra Laurents e Sondheim e anche della loro amicizia per alcuni anni. Dopo questa esperienza Sondheim decise di non prendere mai più parte ad alcun progetto solo come paroliere, preferendo essere anche il compositore dei propri musical.
Nel 1966 scrisse con lo sceneggiatore James Goldman un musical per la televisione, Evening Primrose, per la serie televisiva antologica ABC Stage 67. Il musical televisivo, con Anthony Perkins e Charmian Carr, fu trasmesso dall'ABC il 16 novembre 1966 e fu successivamente adattato anche per le scene. Dopo il lavoro con Goldman, Sondheim fu contattato da Jerome Robbins per lavorare con John Guare e Leonard Bernstein a una riduzione musicale del dramma di Brecht L'eccezione e la regola. Pur non apprezzando il drammaturgo tedesco, Sondheim accettò ma anche questo progetto non andò a buon fine. Bernstein, che in quanto direttore d'orchestra della New York Philharmonic non componeva da anni, litigava frequentemente con Robbins, che alla fine abbandonò lo spettacolo anche se la data della prima era già stata fissata; inoltre, lavorare ancora con Bernstein riportò alla luce vecchi dissapori dei tempi di West Side Story. L'esperienza rinsaldò la decisione di Sondheim di non lavorare mai più solo come paroliere e quando diciotto anni dopo fu ricontattato da Robbins e Bernstein per riprovare a musicare Brecht Sondheim rifiutò.

#### Gli anni 70 e la collaborazione con Harold Prince

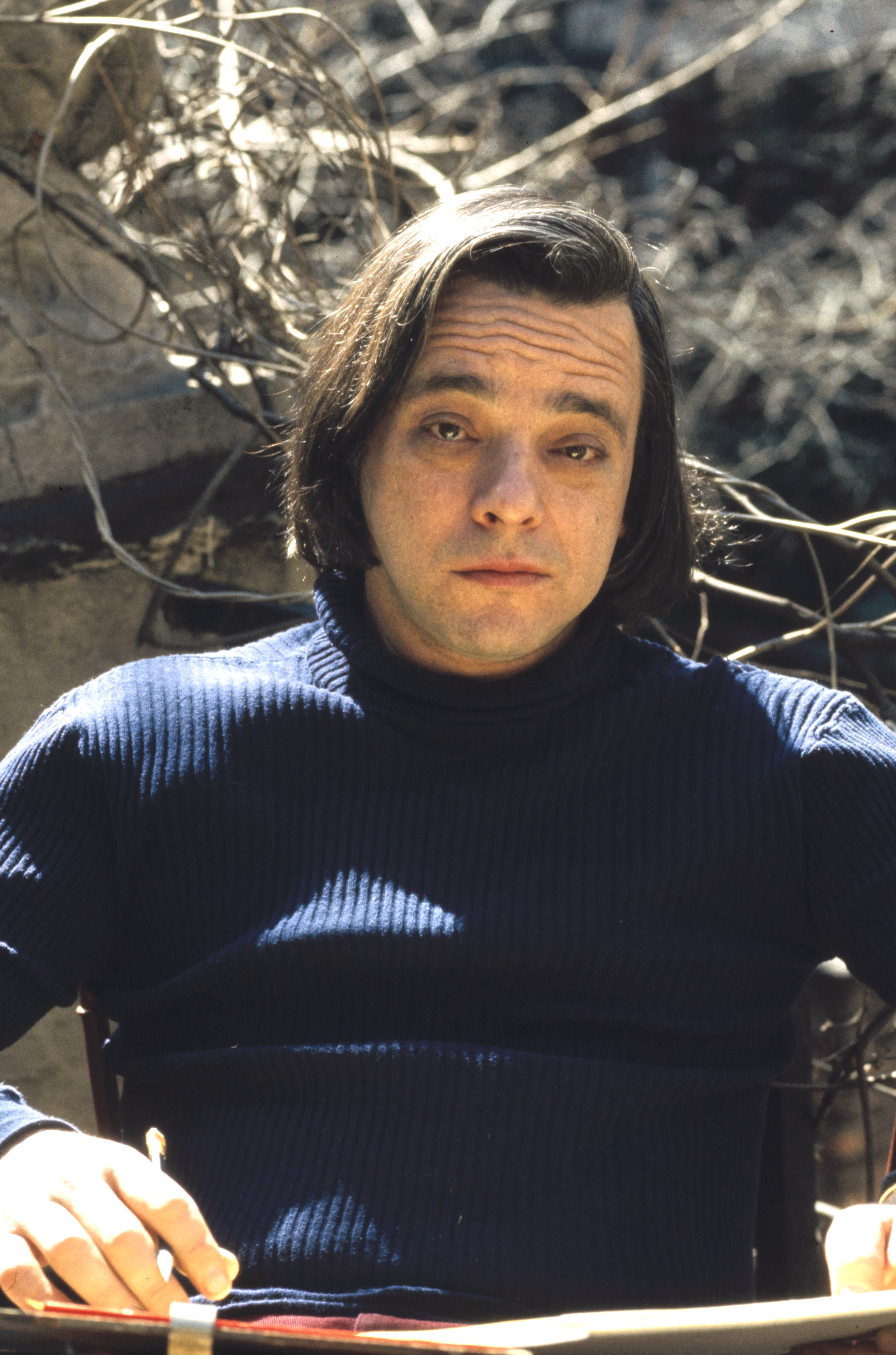
Stephen Sondheim nel 1976

Ormai ben noto nell'ambiente teatrale newyorkese, a partire dagli anni settanta Sondheim iniziò a lavorare autonomamente, sostenendo, contrariamente alla prassi di Broadway, sia il ruolo di compositore che quello di paroliere, sviluppando un personale stile musicale in cui si mescolano richiami alla tradizione americana con elementi dell'opera novecentesca (Kurt Weill; Benjamin Britten), con un uso frequente di dissonanze e una complessa polifonia nelle parti vocali. I suoi musical sono inoltre caratterizzati generalmente da ampie parti in prosa, spesso sfumate in un canto appena accennato, alternate a canzoni vere e proprie, mentre appaiono quasi assenti i momenti sinfonici e ballati. Dal 1970 al 1981 la produzione teatrale e musicale di Sondheim fu strettamente legata alla sua collaborazione con il regista Harold "Hal" Prince, conosciuto da adolescente alla prima del musical South Pacific. Nel 1970 Prince diresse il musical Company, con musiche e testi di Sondheim su libretto di George Furth; Company fu profondamente influente e rivoluzionario non solo perché sprovvisto di una trama lineare, ma anche per i temi insolitamente introspettivi, caustici ed adulti, fino ad allora insoliti nel genere del teatro musicale. Company esordì all'Avin Theatre di Broadway il 26 aprile 1970, rimase in scena per 705 rappresentazioni e vinse il Tony Award al miglior musical, mentre Sondheim vinse i suoi primi premi Tony, alla migliore colonna sonora originale e ai migliori testi.
L'anno successivo Prince co-diresse con Michael Bennett, già coreografo di Company, il musical Follies, composto da Sondheim su libretto di James Goldman. Il musical, ambientato durante una riunione di ex-show girls prima che il teatro in cui si esibirono tra le due guerre venga distrutto, andò in scena a Broadway per 522 repliche dall'aprile 1971, ma nonostante le recensioni positive ed il successo di pubblico non recuperò l'investimento iniziale e viene quindi considerato - almeno economicamente - un flop. Pur perdendo il premio al miglior musical, Follies vinse sette Tony Award, tra cui il Tony Award alla migliore colonna sonora originale per Sondheim. Nel 1973 fu la volta di un grande ed indiscusso successo con A Little Night Music, tratto da Sorrisi di una notte d'estate di Ingmar Bergman. Diretto da Prince e con un libretto di Hugh Wheeler, il musical aveva una struttura più convenzionale rispetto a Follies e Company, un elemento che facilitò il suo grande successo al botteghino. Scritta interamente in tre quarti e a ritmo di valzer, la partitura contiene anche la canzone più famosa di Sondheim, Send in the Clowns; il brano fu interpretato da Glynis Johns al debutto a Broadway, ma raggiunge il grande pubblico al di là del panorama teatrale grazie alle successive incisioni di artisti come Frank Sinatra, Barbra Streisand e Judy Collins. Il musical rimase in cartellone per 601 repliche e vinse sette Tony Award, tra cui miglior musical e migliore colonna sonora per Sondheim. Sempre nel 1973 co-scrisse con Anthony Perkins la sceneggiatura di Un rebus per l'assassino, che valse ai due l'Edgar Award alla migliore sceneggiatura nel 1974. Sempre nel 1974 revisionò con John Latouche e Hugh Wheeler la partitura ed il libretto dell'operetta di Bernstein Candide, aggiungendo i testi per le canzoni "Life is Happiness Indeed" e "What A Day (for an Auto-Da-Fé)"; la versione revisionata di Candide andò in scena a Broadway nel 1973 per la regia di Harold Prince.
Nel 1975 collaborò con Betty Comden ed Adolph Green per la rivista By Bernstein, andata in scena per cinquantasette rappresentazioni nell'Off Broadway per la regia di Michael Batree; lo spettacolo celebrava la carriera e la musica di Bernstein e due canzoni di Sondheim facevano parte della partitura: "In There", dalla sfortunata rielaborazione de L'eccezione e la regola, e "Kids Ain't", tagliata dalla colonna sonora di West Side Story. L'anno successivo Sondheim compose, su libretto di John Weidman, Pacific Overtures, un musical che racconta dell'occidentalizzazione del Giappone avvenuta dal 1853 dal punto di vista degli abitanti del Paese del Sol Levante. Il musical è considerato il lavoro più ambizioso, sofisticato ed innovativo di Sondheim, anche per l'uso di tecniche apprese dal teatro kabuki e bunraku; lo stile innovativo del musical non ebbe grande presa sul pubblico e chiuse dopo 193 repliche. La risposta della critica fu tuttavia più favorevole e Pacific Overtures fu candidato a dieci Tony Award, vincendone due.
Nel 1979 una nuova collaborazione con Price e il librettista Hugh Wheeler portò alla nascita di quello che viene spesso ricordato come il capolavoro di Sondheim, Sweeney Todd: The Demon Barber of Fleet Street. Andato in scena a Broadway con Angela Lansbury e Len Cariou, il musical scandalizzò il pubblico della prima per il suo humor nero e per tematiche che, come il cannibalismo e la vendetta, non sono solitamente associate al genere del musical. Sweeney Todd rimase in cartellone per 557 rappresentazioni e vinse otto Tony Award, tra cui miglior musical e migliore colonna sonora originale. L'anno successivo vinse anche il Laurence Olivier Award al miglior nuovo musical al suo debutto londinese al Theatre Royal Drury Lane, con Denis Quilley e Sheila Hancock. Da allora il musical è stato riproposto a Broadway altre tre volte e a Londra in molteplici occasioni, anche da compagnie operistiche come la Royal Opera House ed il London Coliseum.

#### Gli anni ottanta e la collaborazione con James Lapine
Dopo il grande successo di Sweeney Todd, il sodalizio tra Sondheim e Price giunse al termine con il fiasco di Merrily We Roll Along, tratto dall'omonima commedia di George S. Kaufman e Moss Hart e rielaborato da George Furth. Al contrario degli altri cinque musical diretti da Price, Merrily We Roll Along non ebbe un periodo di rodaggio nelle province, ma debuttò direttamente a New York; le prime recensioni furono durissime e numerosi spettatori abbandonavano il teatro ad ogni replica. Le continue riscritture e rimaneggiamenti, oltre ai licenziamenti nel cast artistico e creativo e alle continue posticipazioni della prima, resero il rodaggio particolarmente arduo. Alla fine, il musical debuttò il 16 novembre 1981 e rimase in cartellone per 52 anteprime e solo 16 repliche, chiudendo il 28 novembre. Mentre il libretto di Furth fu aspramente criticato, la colonna sonora di Sondheim fu unanimemente lodata ed ottenne una candidatura al Tony Award, oltre che il Drama Desk Award ai migliori testi. La prima londinese del 2000 fu un successo decisamente maggiore, tanto da vincere il Laurence Olivier Award al miglior musical, mentre un nuovo revival londinese del 2012 per la regia di Maria Friedman ottenne unanimi lodi dalla critica, che ritenne finalmente sistemato il famigerato libretto di Merrily We Roll Along.
Il fallimento di Merrily ebbe un grosso impatto su Sondheim, che voleva abbandonare il teatro per dedicarsi al cinema. Nel 1981 scrisse la colonna sonora per Reds, il film di Warren Beatty con Diane Keaton e lo stesso Beatty sulla vita di John Reed. Nello stesso anno vide nell'Off Broadway la pièce Twelve Dreams, scritta e diretta da James Lapine, che lo colpì al punto tale da mettersi in contatto con Lapine. I due collaborarono nella stesura del musical Sunday in the Park with George, debuttato nell'Off Broadway nel 1984; il primo atto del musical narra la vita del pittore puntinista Georges Seurat, mentre il secondo porta la scena al mondo delle gallerie contemporanee, continuando il tema della commercializzazione dell'arte già trattato in Merrily. Un'opera musicalmente ambiziosa che ricrea nella partitura lo stile puntinista di Seurat, Sunday fu battuto alla corsa al Tony Award al miglior musical dal più leggero La Cage aux Folles, ma divenne uno dei soli dieci musical a vincere il Premio Pulitzer per la drammaturgia, che Sondheim divise con Lapine. Sunday in the Park with George ebbe anche il merito di segnare l'inizio della collaborazione tra Sondheim e l'attrice e cantante Bernadette Peters. Al suo debutto nel West End nel 1990 Sunday vinse il Laurence Olivier Award al miglior nuovo musical. Negli anni 80 la vena caustica e incisiva di Sondheim ed il suo particolare stile musicale si sono scontrati con le nuove tendenze musicali portate a Broadway da una nuova generazione di artisti europei quali Andrew Lloyd Webber e Claude-Michel Schönberg, le cui opere hanno portato ad un profondo mutamento stilistico e concettuale nel mondo del musical, influenzando i più importanti musicisti americani contemporanei (Alan Menken, Frank Wildhorn).
Nel 1986 Sondheim e Goldman apportarono delle modifiche al libretto e alla colonna sonora di Follies per la prima londinese del musical, prodotto da Cameron Mackintosh allo Shaftesbury Theatre del West End con Julia McKenzie e Diana Rigg; su insistenze di Mackintosh, Sondheim rese più netta la separazione tra i due atti (Follies era stato originariamente inteso come un atto unico) e cambiò il finale in modo da renderlo più speranzoso. L'allestimento fu un successo e vinse il Laurence Olivier Award al miglior nuovo musical, ma Sondheim fu insoddisfatto del risultato, preferendo di gran lunga la versione originale di Broadway, e successivamente negò la sua approvazione ad ogni produzione che intendeva riutilizzare il libretto modificato per la versione londinese. Nel 1987 Sondheim e Lapine collaborarono ancora per il musical Into the Woods, una cinica rivisitazione delle favole dei Fratelli Grimm che vede i personaggi più amati delle favole come Cenerentola e Cappuccetto Rosso perdersi in un bosco in cui dovranno rivalutare il proprio codice morale. Bernadette Peters interpretava la Strega cattiva, mentre Joanna Gleason vinse il Tony Award alla miglior attrice protagonista in un musical per la sua interpretazione della moglie del fornaio; la Peters avrebbe collaborato ancora con Sondheim in una versione concertistica di Anyone Can Whistle alla Carnegie Hall (1995) e nei revival di Broadway di A Little Night Music (2011) e Follies (2012), oltre ad avere interpretato gran parte del suo repertorio in concerto o su CD. Con le sue 765 repliche a Broadway dal 5 novembre 1987 al 3 settembre 1989, Into the Woods fu l'ultimo grande successo commerciale di Sondheim; il musical fu candidato a dieci Tony Award e ne vinse tre, tra cui il Tony Award alla migliore colonna sonora originale e il Tony Award al miglior libretto di un musical; la statuetta al miglior musical andò invece a The Phantom of the Opera di Andrew Lloyd Webber.

#### Gli anni novanta e l'ultimo successo
Nel 1990 Stephen Sondheim scrisse cinque canzoni per il film Dick Tracy e per il brano "Sooner or Later", interpretato da Madonna, vinse l'Oscar alla migliore canzone nel 1991. Dal 1989, intanto, Sondheim stava lavorando con il drammaturgo John Weidman – già librettista di Pacific Overtures – per portare sulle scene un musical sugli uomini e le donne che nel corso dei secoli hanno tentato (con più o meno successo) di uccidere il Presidente degli Stati Uniti d'America. Con protagonisti come John Wilkes Booth, Lee Harvey Oswald, Leon Czolgosz, Charles J. Guiteau e Giuseppe Zangara, Assassins debuttò alla Playwrights Horizons dell'Off Broadway il 18 dicembre 1991 in una produzione diretta da Jerry Zaks. Le 73 repliche del musical registrarono il tutto esaurito prima ancora della prima dello show, proprio a testimoniare la solidissima reputazione di cui Sondheim ormai godeva nel panorama del teatro musicale statunitense. Tuttavia, lo spettacolo non fu il successo sperato. I critici furono divisi ed il pubblico confuso da quello che vedevano in scena: diversi spettatori abbandonavano il teatro ad ogni replica, sostenendo che il musical, invece di essere una critica al sogno americano, incoraggiasse gli spettatori ad uccidere il presidente. La reputazione del musical migliorò negli allestimenti successivi, tanto da vincere il Tony Award al miglior revival di un musical quando Assassins fu proposto a Broadway nel 2004, mentre acclamate produzioni sono andate in scena a Londra per la regia di Sam Mendes e Jamie Lloyd.
Nel 1994 Sondheim e Lapine collaborarono un'ultima volta nella stesura del musical Passion, tratto dal film  Passione d'amore di Ettore Scola più che dal romanzo Fosca di Igino Ugo Tarchetti. Diretto da Lapine e con Donna Murphy nel ruolo della protagonista, Passion vinse il Tony Award al miglior musical, ma rimase in scena per sole  280 repliche, diventando il musical vincitore del Tony Award a rimanere in scena per meno tempo a Broadway. Le maggiori testate giornalistiche statunitense lodarono il musical e la sua "ricca partitura romantica", ma il pubblico fu più tiepido, un fattore che Sondheim attribuisce alla difficoltà ad identificarsi con la protagonista, la querula e manipolatrice Fosca. Il pubblico si mostrò indifferente a addirittura ostile nei confronti della protagonista e durante una delle prime repliche uno spettatore urlò "muori, Fosca, muori!" dopo uno svenimento in scena del personaggio principale. Passion è stato l'ultimo musical originale di Sondheim ad andare in scena a Broadway ed il suo ultimo successo critico.
Nel 1995 George Furth e Sondheim apportarono una revisione al libretto, testi e musiche di Company, per renderlo più contemporaneo per un revival di Broadway con Boyd Gaines, LaChanze, Danny Burstein e Jane Krakowski; lo "svecchiamento" fu apprezzato dai critici, ma la produzione fu comunque recensita tiepidamente. Grande amante di thriller, Sondheim scrisse con Furth un'opera di prosa andata in scena a San Diego con il titolo The Doctor is Out nel 1995 e a Broadway nel 1996 con il titolo Getting Away with Murder. Diretta da Jack O'Brien, la pièce fu un clamoroso insuccesso e rimase in scena per sole diciassette rappresentazioni; il cast annoverava Christine Ebersole, Terrence Mann e John Rubinstein. Nel 1997 Saturday Night, scritto da Sondheim all'età di ventitré anni e mai rappresentato, fu messo in scena a Londra per la prima volta al Bridewell Theatre; il debutto americano avvenne tre anni dopo nell'Off Broadway. Saturday Night valse a Sondheim il suo nono Drama Desk Award ai migliori testi.

#### Gli ultimi anni
Già alla fine degli anni novanta, Sondheim aveva ricominciato a collaborare con Harold Prince e John Weidman per un nuovo musical intitolato Wise Guys. Il musical però ebbe una lunghissima lavorazione e la prima, fissata a Broadway nella stagione 1999-2000, fu posticipata e poi annullata. Reintitolato Bounce, il musical debuttò al Goodman Theatre di Chicago ma, stroncato dai critici, non raggiunse mai Broadway. Dopo una nuova rielaborazione ed un nuovo titolo, Road Show debuttò nel 2008 nell'Off Broadway, dove ancora una volta le recensioni furono tiepide. Il musical fu candidato a due Drama Desk Award, per la migliore colonna sonora e i migliori testi, e Sondheim vinse il premio come paroliere. Nel 2010 una nuova rivista, intitolata Sondheim on Sondheim, è andata in scena a Broadway per due mesi con Barbara Cook, Vanessa Williams e Norm Lewis. Sondheim scrisse una nuova canzone, "God", e rilasciò diverse interviste integrate poi nella trama. Già dagli anni settanta sono state scritte e assemblate riviste di canzoni di Sondheim: Side By Side By Sondheim (1976), Marry Me A Little (1980) e Putting It Together (1993).
Nel 2013 il compositore è stato il soggetto di un documentario televisivo prodotto da HBO e diretto da James Lapine, dal titolo Six by Sondheim. Nel 2018 effettuò una nuova revisione al libretto e ai testi di Company per un revival londinese diretto da Marianne Elliott. Nella produzione della Elliott, il genere del protagonista è stato cambiato da uomo a donna e invece di concentrarsi sulla vita di un accanito scapolo negli anni settanta il musical ora drammatizza la vita di una trentacinquenne nella New York degli anni 2010. Sondheim era stato precedentemente riluttante ad apportare grossi cambiamenti – nel 2010 aveva rifiutato una versione gay del musical – ma apprezzò l'idea della Elliott e riscrisse alcuni testi per rispecchiare il genere della protagonista e il cambiamento d'epoca. La produzione si è rivelata un successo a Londra, dove ha vinto quattro Laurence Olivier Award, e nella primavera del 2020 è stata riproposta anche a Broadway per celebrare il novantesimo compleanno di Sondheim. Nel 2019 il teatro del West End Queen's Theatre è stato ribattezzato Sondheim Theatre in suo onore.
Dal 2012 alla morte, avvenuta nel novembre 2021, lavorò con David Ives a una riduzione teatrale e musicale dei due film di Luis Buñuel L'angelo sterminatore e Il fascino discreto della borghesia; il debutto del musical, intitolato Here We Are, è avvenuto nel settembre 2023 al The Shed di New York, a distanza di quasi due anni dalla morte del compositore. Al momento della morte, Sondheim aveva completato la partitura del primo atto, ma aveva composto soltanto alcune canzoni per il secondo, rimasto incompiuto.

### Vita privata
Stephen Sondheim era dichiaratamente omosessuale dagli anni 1970, ma non convisse con un uomo prima dell'età di sessantun'anni. Dal 1991 al 1998 convisse con il drammaturgo Peter Jones nel suo appartamento a Turtle Bay, a Manhattan, dove Sondheim visse e lavorò sin dagli anni 1960 e dove è stato il vicino di casa di Katharine Hepburn. Precedentemente era stato coinvolto sentimentalmente con Anthony Perkins. Dal 2004 era impegnato in una relazione con Jeff Romley, di quarantotto anni più giovane, e che Sondheim sposò nel 2017.
Oltre che come musicista, Sondheim era conosciuto anche come autore di cruciverba e altri giochi enigmistici che realizzò per la rivista New York dal 1968. Nel 2025 la Biblioteca del Congresso ha acquistato il suo archivio.

## Opere per il teatro

### Opere principali
Musical
- West Side Story (1957) - solo come paroliere
- Gypsy: A Musical Fable (1959) - solo come paroliere
- A Funny Thing Happened on the Way to the Forum (1962)
- Anyone Can Whistle (1964)
- Do I Hear a Waltz? (1965) - solo come paroliere
- Evening Primrose (1966) - musical scritto per la televisione
- Company (1970)
- Follies (1971)
- A Little Night Music (1973)
- The Frogs (1974)
- Pacific Overtures (1976)
- Sweeney Todd (1979)
- Merrily We Roll Along (1981)
- Sunday in the Park with George (1983)
- Into the Woods (1986)
- Assassins (1990)
- Passion (1994)
- Saturday Night (1997) - scritto e poi abbandonato nel 1955
- Road Show (2008; Bounce, 2003)
- Here We Are (2023)

Opere di prosa
- Getting Away With Murder (1996)

Riviste
- Side By Side By Sondheim (1976)
- Marry Me A Little (1980)
- Putting It Together (1993)
- Sondheim on Sondheim (2010)
- Stephen Sondheim's Old Friends (2023)

### Opere minori
Colonne sonore per opere di prosa
- I Know My Love (1951)
- A Mighty Man is He (1955)
- Girls of Summer (1956)
- Take Five (1957)
- Invitation to a March (1960)
- The World of Jules Feiffer (1962)
- The Mad Show (1966)
- Illya Darling (1967)
- Twigs (1971)
- The Enclave (1973)
- Candide second version (1974)
- By Bernstein (1975)
- Re Lear (2007)

Revisioni e adattamenti
- Candide (1974)
- By Bernstein (1975)

## Filmografia

### Compositore

#### Cinema
- West Side Story, regia di Jerome Robbins e Robert Wise (1961)
- La donna che inventò lo strip-tease (Gypsy), regia di Mervyn LeRoy (1962)
- Dolci vizi al foro (A Funny Thing Happened on the Way to the Forum), regia di Richard Lester (1966)
- Stavisky il grande truffatore (Stavisky), regia di Alain Resnais (1974)
- Gigi (A Little Night Music), regia di Harold Prince (1977)
- Reds, regia di Warren Beatty (1981)
- Dick Tracy, regia di Warren Beatty (1990)
- Piume di struzzo (The Birdcage), regia di Mike Nichols (1996)
- Sweeney Todd - Il diabolico barbiere di Fleet Street (Sweeney Todd: The Demon Barber of Fleet Street), regia di Tim Burton (2007)
- Into the Woods, regia di Rob Marshall (2014)
- West Side Story, regia di Steven Spielberg (2021)

#### Televisione
- ABC Stage 67 - serie TV, 1 episodio (1966)

### Sceneggiatore

#### Cinema
- Un rebus per l'assassino (The Last of Sheila), regia di Herbert Ross (1973)

#### Televisione
- Topper - serie TV, 11 episodi (1953-1954)

### Attore
- Glass Onion: Knives Out (Glass Onion: A Knives Out Mystery), regia di Rian Johnson (2022) - cameo

## Riconoscimenti
Premio Oscar
- 1991 - Oscar alla migliore canzone per Sooner or Later

Tony Awards †
- 1965 - Nomination Miglior compositore e paroliere per Do I Hear a Waltz?
- 1971 - Migliore colonna sonora originale per Company
- 1971 - Migliori testi per Company
- 1972 - Migliore colonna sonora originale per Follies
- 1973 - Migliore colonna sonora originale per A Little Night Music
- 1976 - Nomination Migliore colonna sonora originale per Pacific Overtures
- 1979 - Migliore colonna sonora originale per Sweeney Todd
- 1982 - Nomination Migliore colonna sonora originale per Merrily We Roll Along
- 1984 - Nomination Migliore colonna sonora originale per Sunday in the Park with George
- 1988 - Migliore colonna sonora originale per Into the Woods
- 1994 - Migliore colonna sonora originale per Passion
- 2008 - Premio alla Carriera

Grammy Award
- 1959 - Nomination Canzone dell'anno per Small World
- 1962 - Nomination Miglior album di un musical teatrale per A Funny Thing Happened on the Way to the Forum
- 1965 - Nomination Miglior album di un musical teatrale per Do I Hear a Waltz?
- 1970 - Miglior album di un musical teatrale per Company
- 1972 - Nomination Miglior album di un musical teatrale per Follies
- 1973 - Miglior album di un musical teatrale per A Little Night Music
- 1975 - Canzone dell'anno per Send in the Clowns
- 1976 - Nomination Miglior album di un musical teatrale per Pacific Overtures
- 1979 - Miglior album di un musical teatrale per Sweeney Todd
- 1982 - Nomination Miglior album di un musical teatrale per Merrily We Roll Along
- 1984 - Miglior album di un musical teatrale per Sunday in the Park with George
- 1988 - Miglior album di un musical teatrale per Into the Woods
- 1991 - Nomination Miglior canzone scritta per un film, televisione o altri media audio-visivi per Sooner or Later
- 1991 - Nomination Miglior canzone scritta per un film, televisione o altri media audio-visivi per More
- 1994 - Miglior album di un musical teatrale per Passion
- 2007 - Trustees Award
- 2010 - Miglior album di un musical teatrale per West Side Story
- 2023 - Miglior album di un musical teatrale per Into the Woods

Premio Pulitzer
- 1985 - Premio Pulitzer per la drammaturgia per Sunday in the Park with George

Drama Desk Award
- 1970 - Migliore colonna sonora per Company
- 1970 - Migliori testi per Company
- 1971 - Migliore colonna sonora per Follies
- 1971 - Migliori testi per Follies
- 1973 - Migliore colonna sonora per A Little Night Music
- 1973 - Migliori testi per A Little Night Music
- 1976 - Nomination Migliore colonna sonora e testi per Pacific Overtures
- 1979 - Migliore colonna sonora per Sweeney Todd
- 1979 - Migliori testi per Sweeney Todd
- 1982 - Nomination Migliore colonna sonora per Merrily We Roll Along
- 1982 - Migliori testi per Merrily We Roll Along
- 1984 - Nomination Migliore colonna sonora per Sunday in the Park with George
- 1984 - Migliori testi per Sunday in the Park with George
- 1988 - Nomination Migliore colonna sonora per Into the Woods
- 1988 - Migliori testi per Into the Woods
- 1991 - Nomination Migliore colonna sonora per Assassins
- 1991 - Nomination Migliori testi per Assassins
- 1994 - Migliore colonna sonora per Passion
- 1994 - Migliori testi per Passion
- 2000 - Nomination Migliore colonna sonora per Saturday Night
- 2000 - Migliori testi per Saturday Night
- 2009 - Nomination Migliore colonna sonora per Road Show
- 2009 - Migliori testi per Road Show

Laurence Olivier Award ‡
- 2011 - Premio alla carriera

† Cinque musical di Sondheim (A Funny Thing Happened on the Way to the Forum, Company, A Little Night Music, Sweeney Todd e Passion) hanno vinto il Tony Award al miglior musical, ma il premio va al produttore e non all'autore.
‡ Cinque musical di Sondheim (Sweeney Todd, Follies, Candide, Sunday in the Park with George, Merrily We Roll Along) hanno vinto il Laurence Olivier Award al miglior nuovo musical, ma il premio va al produttore e non all'autore.